# Ophthalmolampis sapuena
Ophthalmolampis sapuena är en insektsart som beskrevs av Christiane Amédégnato och Poulain 1986. Ophthalmolampis sapuena ingår i släktet Ophthalmolampis och familjen Romaleidae. Inga underarter finns listade i Catalogue of Life.